# Alistair Cragg
Alistair Ian Cragg (né le 13 juin 1980 à Johannesbourg) est un athlète irlandais spécialiste des courses de fond.

## Carrière
Étudiant à l'université de l'Arkansas, Alistair Cragg s'illustre lors des Championnats NCAA en remportant le titre du 10 000 mètres en 2004, ainsi que ceux du 3 000 et du 5 000 mètres en salle de 2002 à 2004. Il fait ses débuts sur la scène internationale en 2003 en se classant huitième des Championnats d'Europe de cross-country d'Édimbourg. L'année suivante, l'Irlandais termine seizième de la course courte des Championnats du monde de cross, avant d'obtenir une place de finaliste (12e) lors du 5 000 mètres des Jeux olympiques d'Athènes. Il est élu meilleur athlète universitaire 2004 par le magazine Track and Field News. 
En début de saison 2005, Alistair Cragg remporte la médaille d'or du 3 000 mètres lors des Championnats d'Europe en salle de Madrid, devançant avec le temps de 7 min 46 s 32 le Britannique John Mayock. Blessé à la cheville, il renonce à participer aux Championnats du monde d'Helsinki. Il termine au pied du podium des Championnats du monde en salle 2006 mais se blesse gravement dans le dernier tour du 3 000 m. Victime d'une rupture du tendon d'Achille, il est contraint de mettre un arrêt à sa saison. Il se présente néanmoins aux Championnats d'Europe de Göteborg  mais est éliminé dès les séries du 5 000 mètres.
En 2007, Alistair Cragg réussit les minimas chronométriques pour les Championnats du monde d'Osaka sur 1 500 m, 5 000 m et 10 000 mètres. Il s'aligne finalement sur 5 000 m mais ne parvient pas à franchir le cap des séries. Il connait la même désillusion lors des Jeux olympiques de Pékin en étant éliminé au premier tour du 1 500 m, puis en ne terminant pas sa course lors de la finale du 5 000 m.

## Records
| - Plein air - 1 500 m : 3 min 36 s 18 (2007) - 3 000 m : 7 min 32 s 49 (2007) - 5 000 m : 13 min 03 s 53 (2011) - 10 000 m: 27 min 39 s 55 (2007) - Semi-marathon : 1 h 01 min 58 s (2010) | - Salle - Mile : 3 min 55 s 04 (2006) - 3 000 m : 7 min 38 s 59 (2004) - 5 000 m : 13 min 28 s 93 (2003) |